# Сальськ
Сальськ (рос. Сальск) — місто у Ростовській області, районний центр Сальського райну, розташовано над річкою Середній Єгорлик, залізничний вузол. Населення — 57 937 мешканців (2021). 

## Економіка
- завод ковальсько-пресового устаткування [Архівовано 23 березня 2022 у Wayback Machine.]
- цегляний завод
- меблевий комбінат
- хутряна фабрика
- взуттєва фабрика
- текстильно-галантерейна фабрика
- швейна фабрика
- млиновий комбінат
- мясоптіцекомбінат
- молокозавод
- виноробницький завод
- плодоконсервний завод
- комбікормовий завод

Сальськ положений на мішаній українсько-російській етнографічній території, 1926 українці в Сальську становили 38,9% всього населення.

## Відомі особистості
В поселенні народилися:
- Наумкіна Світлана Михайлівна (нар. 1953)  —  український політолог, професор.
- Погодін Олег Георгійович (нар. 1965) — російський кінорежисер та сценарист.
- Фащенко Єлизавета Семенівна (нар. 1927) — український художник декоративного мистецтва.

## Спорт
- Сальський іподром

## Релігія
- Церква Димитрія Ростовського